# AB Pictoris
AB Pictoris (förkortat AB Pic) eller HD 44627, är en ensam stjärna belägen i den sydöstra delen av stjärnbilden Målaren. Den har en skenbar magnitud på 9,16 och kräver optiska hjälpmedel för observation. Baserat på parallaxmätning inom Gaiaprojektet på ca 20,0 mas, beräknas den befinna sig på ett avstånd på ca 164 ljusår (ca 50 parsek) från solen. Den har identifierats som en medlem av den unga, ca 30 miljoner år gamla, Tucana-Horologiumföreningen.

## Egenskaper
AB Pictoris är en gul till orange stjärna i huvudserien av spektralklass K2 V med en effektiv temperatur på ca 4 800 K.
År 2005 meddelades att ett astronomiskt objekt (AB Pictoris b, förkortat AB Pic b) hade observerats 2003 och 2004 nära och tydligt i omlopp runt stjärnan med en separation av 275 AE. Dess massa tyder på att det ligger vid gränsen mellan att vara en brun dvärg eller en planet.

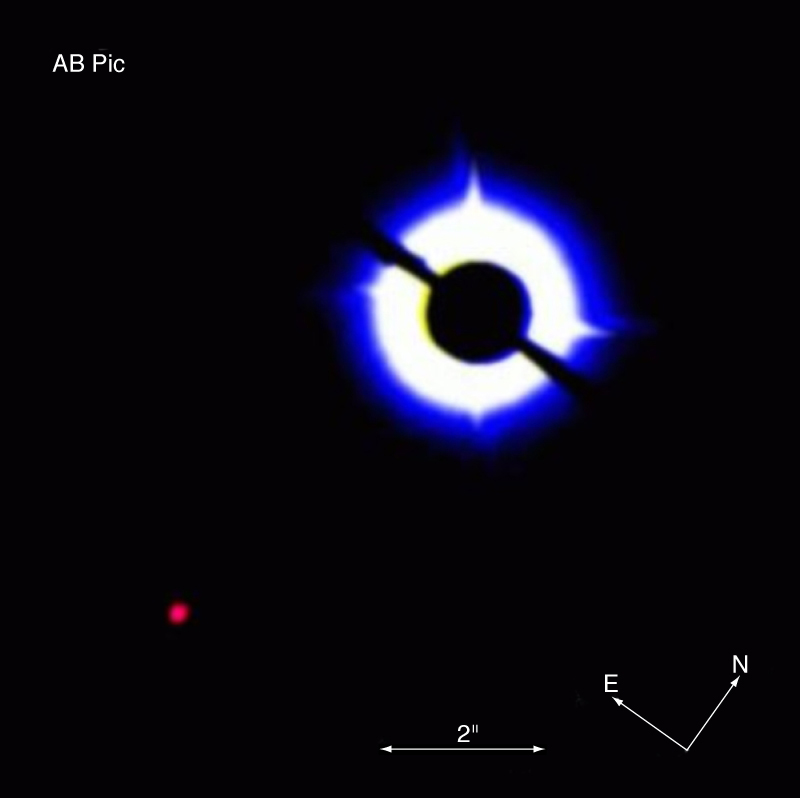
Coronagrafisk bild av AB Pictoris visar dess lilla följeslagare (nederst till vänster). Uppgifterna erhölls den 16 mars 2003 med NACO på VLT, med en 1,4 bågsekunder ockultermask ovanpå AB Pictoris.

 Det observerade objektet har en beräknad spektraltyp mellan L0 V och L3 V. Med hjälp av evolutionära modeller uppskattas dess massa från 13 till 14 Jupiter-massor. Eftersom modellering av sådana unga föremål är svårt, är denna uppskattning dock osäker. Vissa modeller ger massor så låga som 11 Jupitermassor eller så höga som 70 Jupitermassor. Temperaturuppskattningar varierar från 1 600 K till 2 400 K.   Eftersom det inte är känt (2019) om objektets massa överstiger deuteriumfusionsgränsen på 13 Jupitermassor, är det inte klart om föremålet ska klassificeras som en exoplanet eller en brun dvärg.